# Vores krig - en kærligheds historie
|  | Denne artikel er oprettet af botten Steenthbot ud fra en ekstern database. Den kan derfor have sproglige fejl eller mangler. Denne skabelon kan fjernes efter kontrol af indholdet. |

Vores krig - en kærligheds historie er en dansk dokumentarfilm fra 2020 instrueret af Michael Dinesen.

## Handling
Svandis elsker sin mand Piet på trods af en svær PTSD, som han fik diagnosticeret efter udsendelse i Afghanistan. På tiende år kæmper Svandis for at få deres hverdag med tre fælles børn til at hænge sammen. Piets humør og temperament er stærkt udfordret, og han gennemlever psykotiske anfald flere gange om året. For Svandis er det ikke længere anfaldene, som er den største udfordring, men Piets tiltagende isolering fra familien.  
Vores Krig – en kærlighedshistorie, er en film om psykisk sygdom og ukuelige ægteskabelige kamp for familiens sammenhold.